# Cantonul Billom
Cantonul Billom este un canton din arondismentul Clermont-Ferrand, departamentul Puy-de-Dôme, regiunea Auvergne, Franța.

## Comune
- Billom (reședință)
- Bongheat
- Bort-l'Étang
- Égliseneuve-près-Billom
- Glaine-Montaigut
- Mauzun
- Montmorin
- Neuville
- Pérignat-sur-Allier
- Saint-Julien-de-Coppel